# Sebastian De Souza
Sebastian Denis de Souza (Oxford, 19 april 1993), is een Brits acteur. Hij is bekend dankzij zijn rol als Matty Levan in het Britse tienerdrama Skins.

## Filmografie
| Jaar      | Productie               | Rol                | Opmerkingen                |
| --------- | ----------------------- | ------------------ | -------------------------- |
| 2018      | Medici: The Magnificent | Sandro Botticelli  |                            |
| 2018      | Ophelia                 | Edmund             |                            |
| 2017      | Maigret in Montmartre   | Philippe Martinot  |                            |
| 2016      | Kids in Love            | Milo               | Schrijver                  |
| 2016      | Recovery Road           | Wes Stewart        | 10 afleveringen            |
| 2015      | Crossing Lines          | Matteo de Sabato   | 1 aflevering nr.3.3 Dragon |
| 2014      | Plastic                 | Rafa               |                            |
| 2012      | The Borgias             | Alfonso van Aragon | 11 afleveringen            |
| 2011–2012 | Skins                   | Matty Levan        | Seizoen 5, 6               |
| 2009      | The Truth About Crime   | Student            | BBC One documentaire       |

| Jaar | Titel                     | Rol     | Opmerkingen                                             |
| ---- | ------------------------- | ------- | ------------------------------------------------------- |
| 2015 | The Read Through          |         | Criterion Theatre                                       |
| 2009 | Henry V                   | Henry   | North Wall Arts Centre Won de David Howorth Drama Prize |
| 2008 | Good                      | Maurice | North Wall Arts Centre                                  |
| 2007 | Great Expectations        | Pip     | North Wall Arts Centre                                  |
| 2007 | A Midsummer Night's Dream | Puck    | North Wall Arts Centre                                  |

| Jaar | Nummer     | Artiest          |
| ---- | ---------- | ---------------- |
| 2017 | Ondulation | Burning Peacocks |

- Bibliothèque nationale de France: cb17111788x (data)
- International Standard Name Identifier: 0000 0004 6001 4607
- Library of Congress Control Number: no2020042099
- Nederlandse Thesaurus van Auteursnamen: 393523861
- Système universitaire de documentation: 251577856
- Virtual International Authority File: 317183729